# 莫英 (唐朝)
莫英（701年—753年），唐朝武將，原名蓋陀，生於唐睿宗嗣漢十八年（701年）。為人明理忠勇、驍悍善戰，本為安祿山陣前大將軍。
唐玄宗天寶年間，安祿山謀反，莫英奉命領兵征戰，多有戰功。肅宗至德元年，張巡守雍丘，賊兵久戰不能克，安祿山派莫英向張巡勸降，然而莫英受到張巡的忠義真誠所感動，乃投唐，並與張巡結為異姓兄弟，改漢名莫英（取其英勇之意），以表投唐之決心。自此之後，莫英幫助張巡堅守睢陽，正氣凜然。至德二年九月，莫公身受重創，無法再戰，顧及城中糧絕且自己已無力作戰，感於張巡知遇之情，欲捨身肉、讓將士們吃，又擔心張巡擔憂其傷勢而有後顧之憂，毅然切腹自殺。
王爺千歲信仰中與雙忠信仰的張巡及唐朝宰相李泌合稱張李莫千歲。

### 廟宇
- 五條港安西府：雲林縣台西鄉